# جيم بيرت (لاعب كرة قدم أمريكية)
جيم بيرت (بالإنجليزية: Jim Burt)‏ هو لاعب كرة قدم أمريكية أمريكي، ولد في 7 يونيو 1959 في أورتشارد بارك في الولايات المتحدة.

## وصلات خارجية
- جيم بيرت على موقع مرجع كرة القدم المحترفة.كوم (الإنجليزية)